# Championnat de Picardie de cross-country
Le Championnat de Picardie de cross-country est la compétition annuelle de cross-country désignant le champion de Picardie de la discipline. Il est qualificatif pour les Interrégionaux Nord de cross-country.

## Palmarès cross long hommes
- 1989 : Fréderic Trzeciak
- 1990 : Fréderic Trzeciak
- 1991 : Martial Timbert
- 1992 : Marc Lenoble
- 1993 : Martial Timbert
- 1994 : Bruno Malivoir
- 1995 : Martial Timbert
- 1996 : Christophe Guibon
- 1997 : Hamid Jaouane
- 1998
- 1999 :
- 2000 : Christophe Guibon
- 2001 : Christophe Guibon
- 2002 : Christophe Guibon
- 2003 : Christophe Guibon
- 2004 : Zouhir Foughali
- 2005 : Hamid Jaouane
- 2006 : Zouhir Foughali
- 2007 : Christophe Guibon
- 2008 : Thierry Guibault
- 2009 : Alois Moutardier
- 2010 : Thierry Guibault
- 2011 : Thierry Guibault
- 2012 : Thierry Guibault
- 2013 : Thierry Guibault
- 2014 : Antoine Dubreucq
- 2015 : Yoann Violon
- 2016 : Emmanuel Roudolff-Lévisse
- 2017 : Arnaud Michel

## Palmarès cross long femmes
- 2003 : Dorothée Dumeige
- 2004 : Gwenaelle Gardel
- 2005 : Dorothée Dumeige
- 2006 : Valérie Freville
- 2007 : Laura Tavares
- 2008 : Yamina Bouchaouante
- 2009 : Capucine Devillers
- 2010 : Valérie Houte
- 2011 : Saliha Rarbi
- 2012 : Léa Plumecocq
- 2013 : Léa Plumecocq
- 2014 : Marion Joly-Testault
- 2015 : Léa Plumecocq
- 2016 : Mélanie Doutart
- 2017 : Mélanie Doutart